# Axel Westerberg
Axel Johan Westerberg, född 5 augusti 1861 i Piteå, död 15 april 1920 i Luleå, var en svensk industriman. Han ingick 1893 äktenskap med Maria Elisabeth Wickman och var far till Folke Westerberg.
Westerberg var son till överlots Anton Westerberg och Anna Erica Hortlin. Han genomgick handelsskola och praktiserade vid skeppsbyggnadsskolan i London 1886–87. Han var anställd vid handelshus i Piteå 1874–84, i brittiska affärsföretag 1885–88, anställd vid The Swedish and Norwegian Railway Company i Luleå 1888–90 och dess ombud under avveckling i Luleå 1901. Han var kontorschef vid AB Gellivare Malmfält 1901–04, disponent i samma bolag 1904 och chef för Luossavaara-Kiirunavaara AB från 1904.
Westerberg blev vicekonsul för Storbritannien och Irland i Luleå 1892 och för Danmark 1908. Han tillhörde stadsfullmäktige från 1902, blev ordförande i handels- och sjöfartsnämnden 1910 och i Luleå sjömanshems direktion 1910, i Norrbottens och Västerbottens läns handelskammare 1912, i Rederi AB Victoria från 1906, vice ordförande vid Skandinaviska Kreditaktiebolagets kontor i Luleå 1917. Han blev styrelseledamot i Fastighets AB Brage 1911.